# Evangelische Kirche (Hammelbach)

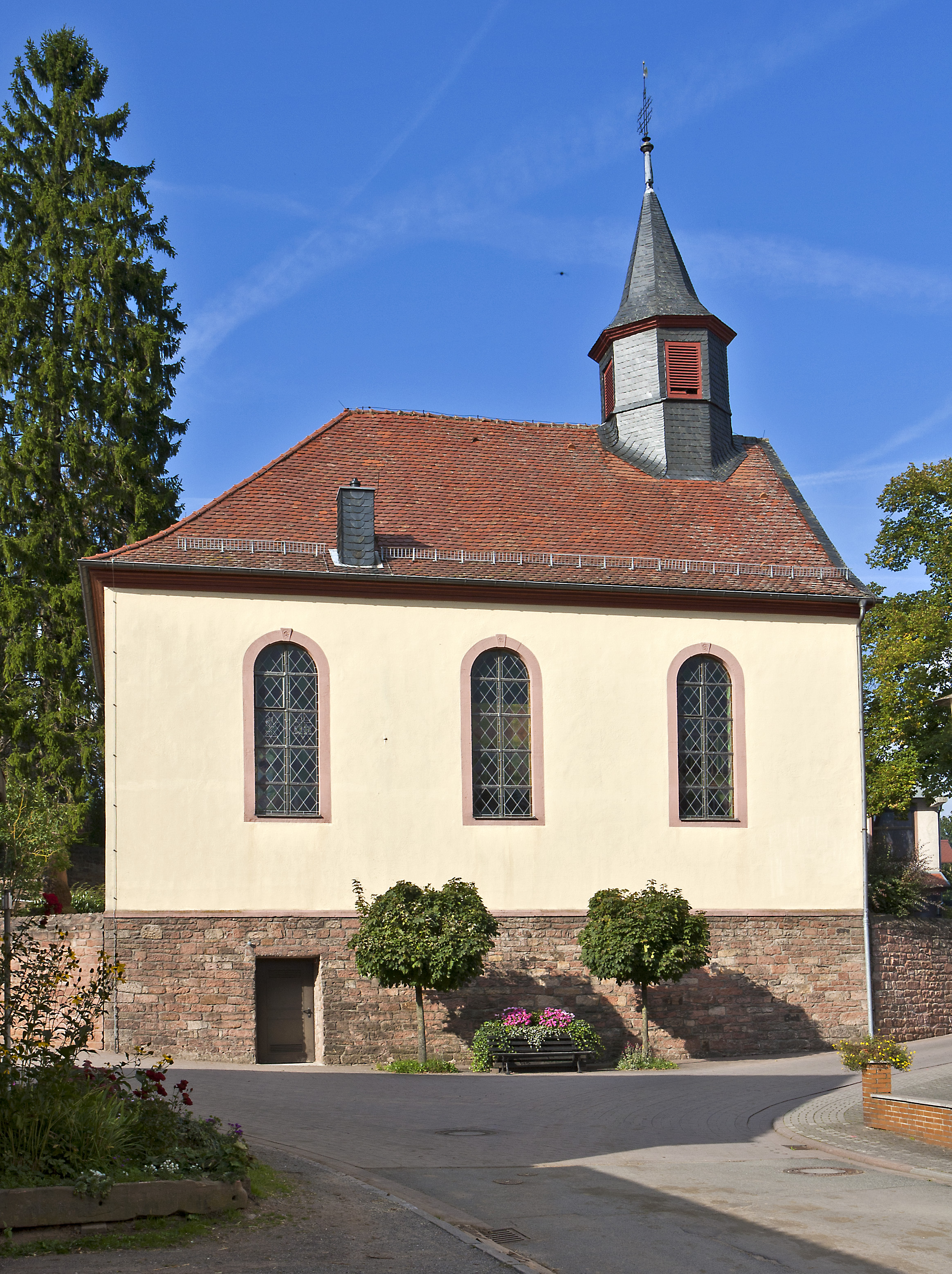
Evangelische Kirche (Hammelbach)

Die Evangelische Kirche Hammelbach ist ein denkmalgeschütztes Kirchengebäude in Hammelbach, einem Ortsteil der Gemeinde Grasellenbach im Landkreis Bergstraße in Hessen. Die Kirchengemeinde gehört zum Dekanat Bergstraße in der Propstei Starkenburg der Evangelischen Kirche in Hessen und Nassau.

## Beschreibung
Die Saalkirche wurde 1801/02 an Stelle einer Fachwerkkirche von 1712 gebaut. Aus dem Satteldach des Kirchenschiffs erhebt sich im Osten ein achteckiger, schiefergedeckter, mit einem spitzen Helm bedeckter Dachreiter. 
Die Emporen an den Längsseiten des Innenraums wurden erst 1839 eingebaut. Zur Kirchenausstattung gehört eine im Zopfstil 1780 gebaute Kanzel, die von der Vorgängerkirche übernommen wurde. Die Orgel wurde 1873 von Rothermel gebaut.